# Contea di Taihu
La contea di Taihu (太湖县S, Tàihú XiànP) è una contea della Cina, situata nella provincia dell'Anhui.